# Hvítárvatn
El Hvítárvatn (también denominado Hvítárlón) es un lago glaciar en las Tierras Altas de Islandia. Es la fuente del río glaciar Hvitá. El lago se encuentra a unos 45 km al noreste de la cascada de Gullfoss. Posee una superficie de 30 km² y profundidad máxima es 84 m.
Existen algunos ríos y lagos cuyo nombre posee el adjetivo islandés hvítur (= blanco). Lo cual se debe al origen de toda el agua dulce en Islandia, que proviene de los glaciares y por lo tanto poseen un color blanquecino producto de los sedimentos que arrastran los glaciares.

## Galería

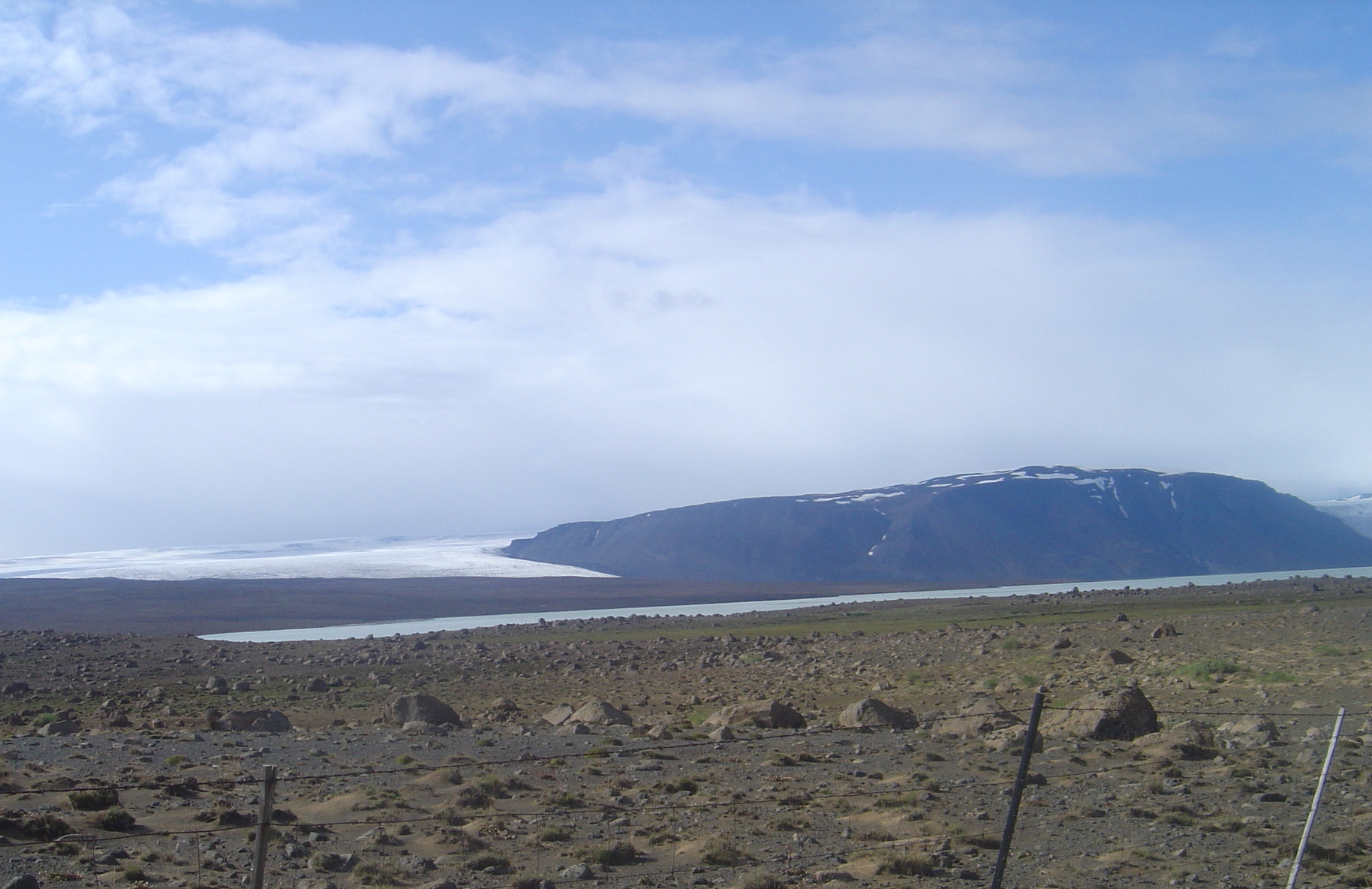
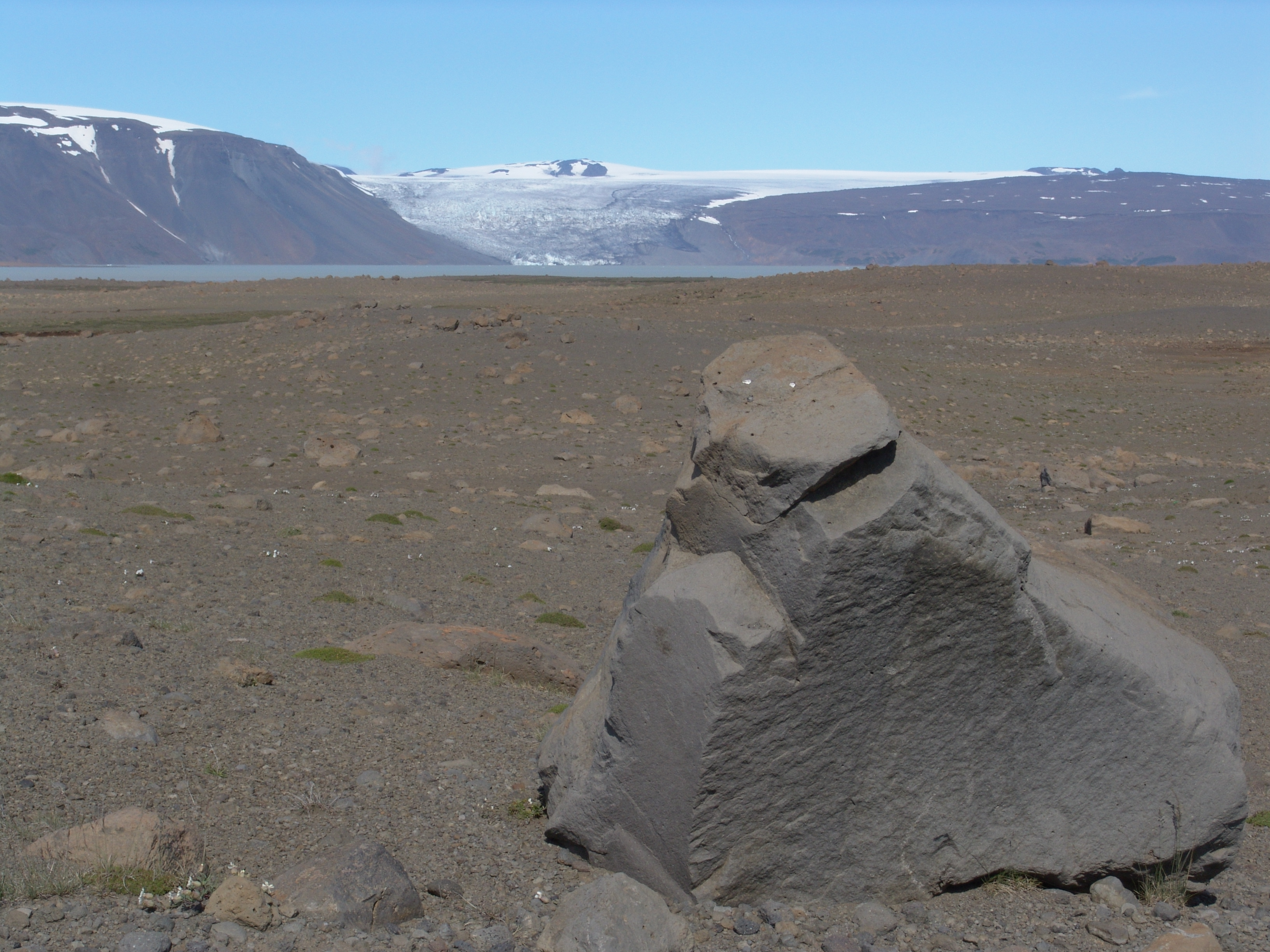
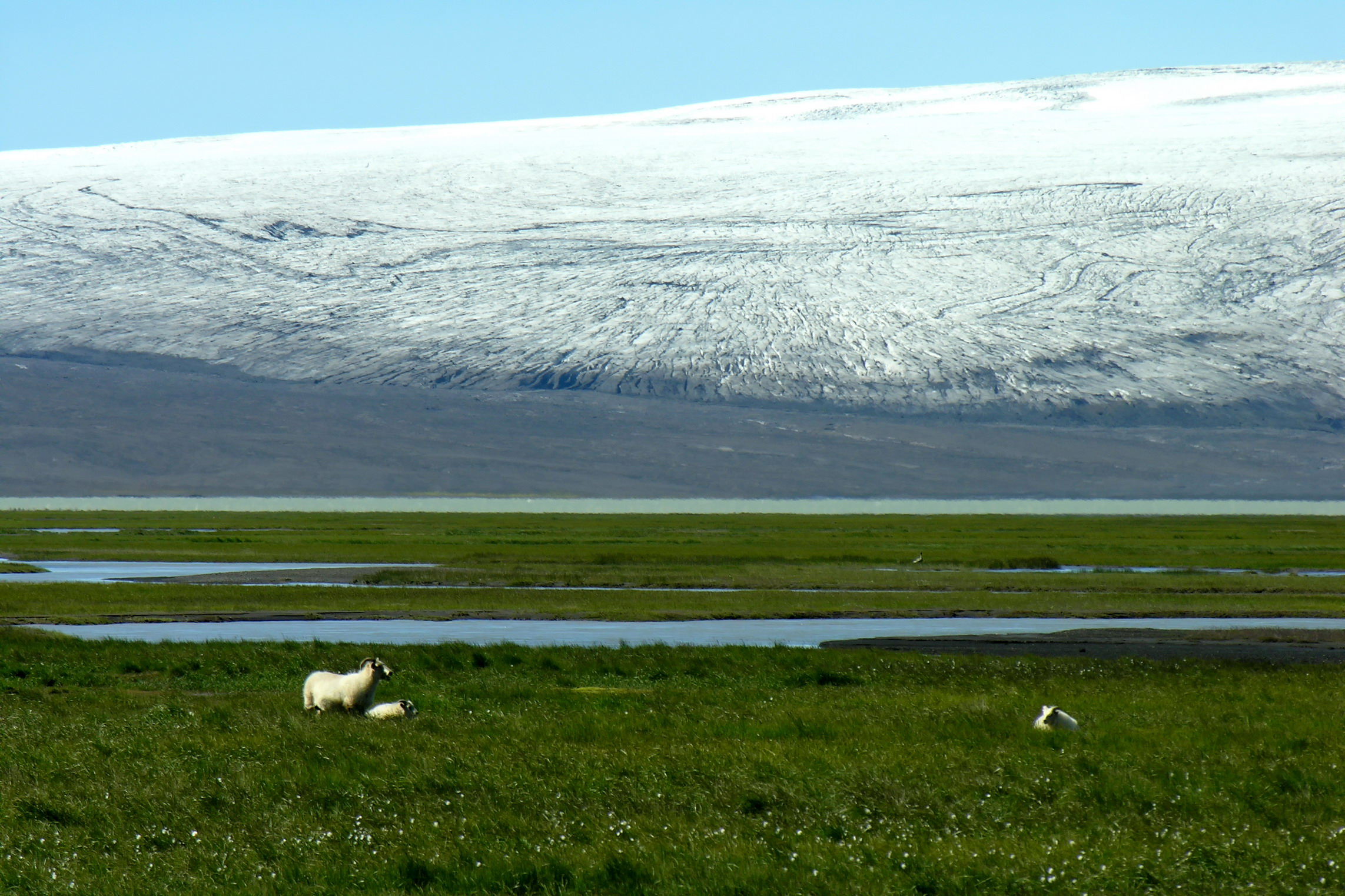
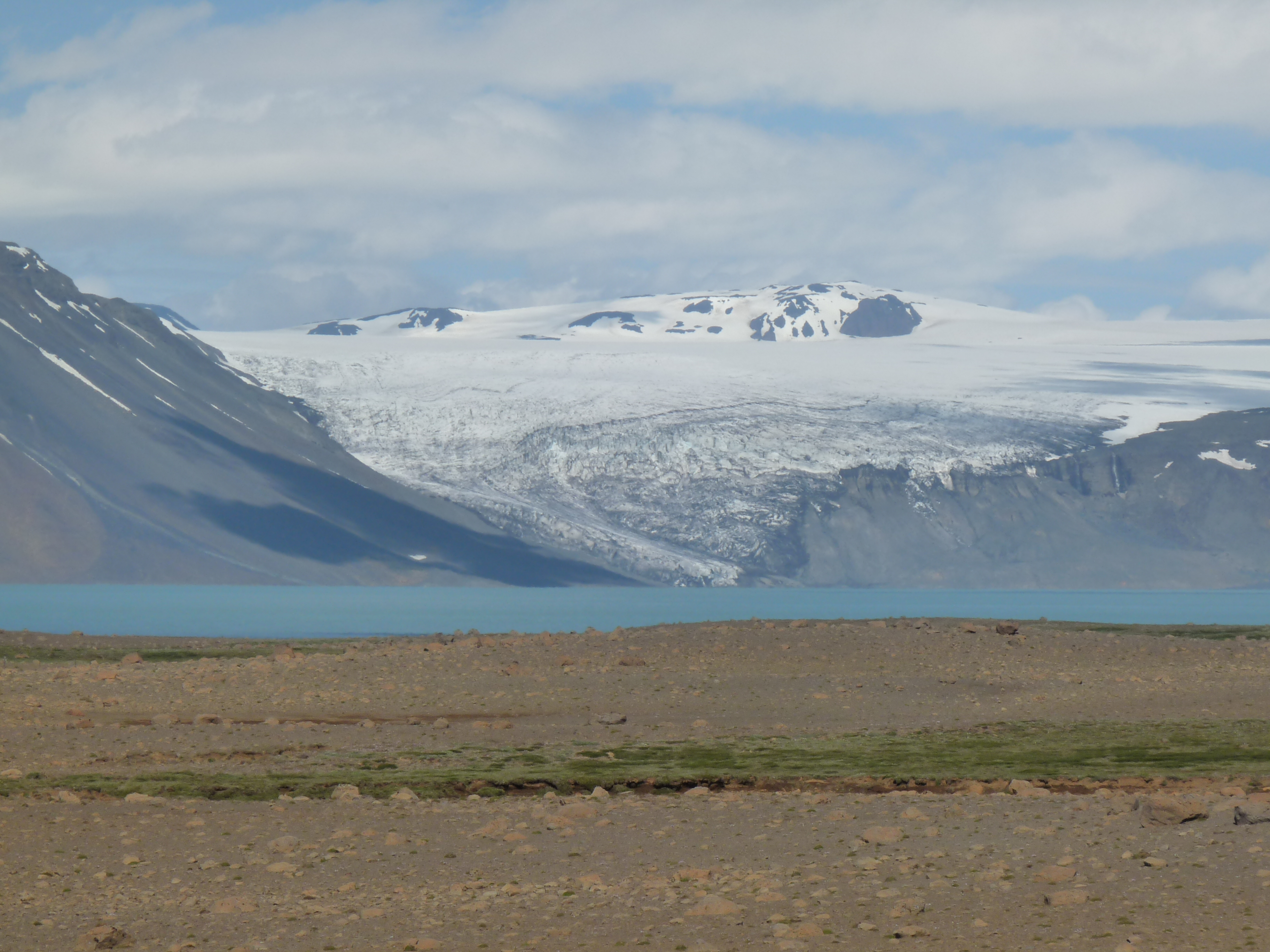
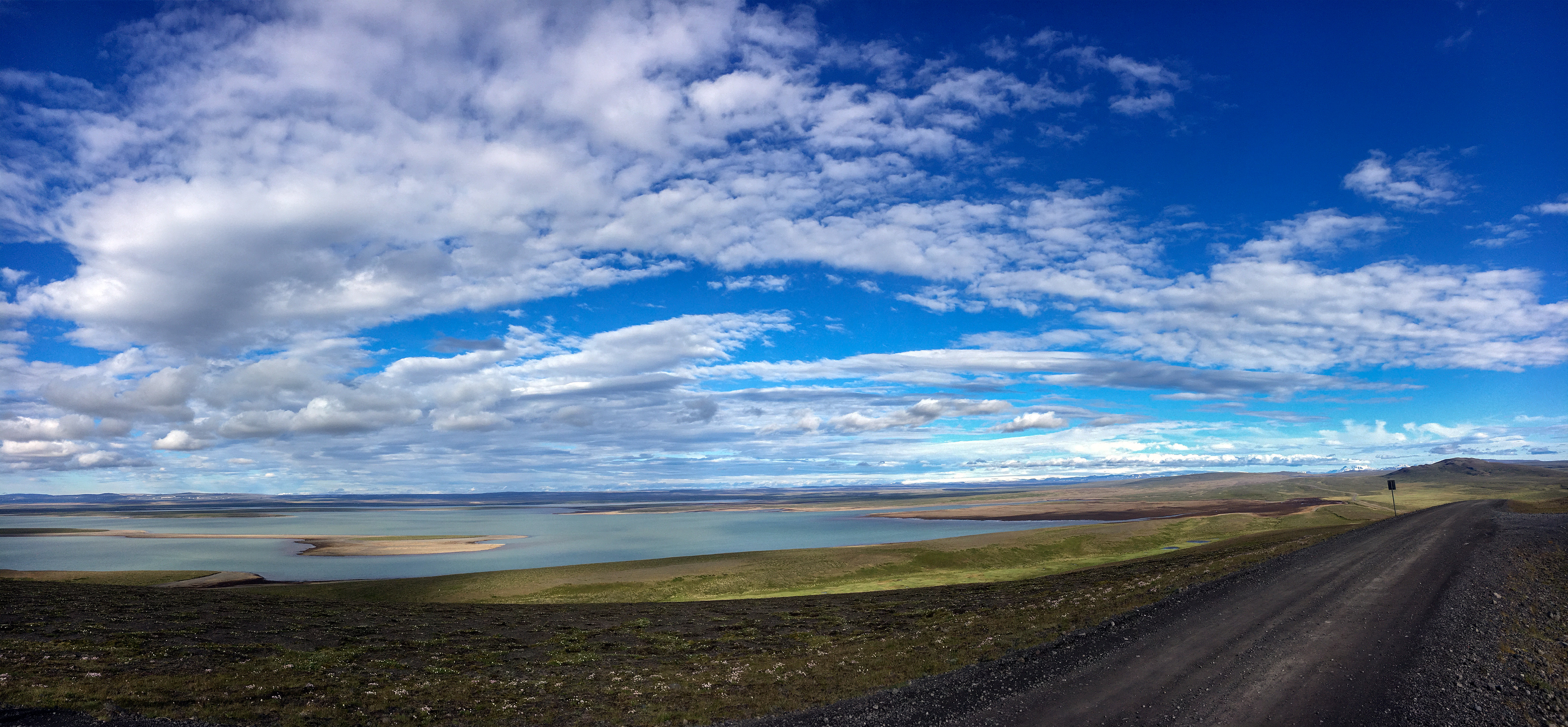